# باول إيكيرت
باول إيكيرت (بالألمانية: Paul Eckert)‏ هو متزحلق حر ألماني، ولد في 9 سبتمبر 1990 في ألمانيا الغربية.

## وصلات خارجية
- باول إيكيرت على موقع الاتحاد الدولي للتزلج (التزلج الحر) (الإنجليزية)
- باول إيكيرت على موقع اللجنة الأولمبية الدولية (الإنجليزية)
- باول إيكيرت على موقع أوليمبيديا (الإنجليزية)
- باول إيكيرت على موقع اللجنة الأولمبية الألمانية (الألمانية)
- باول إيكيرت على موقع ألعاب إكس (مؤرشف) (الإنجليزية)